# Nikola Wielowska
Nikola Wielowska (Nowogard, 4 dicembre 2002) è una pistard e ciclista su strada polacca.

## Palmarès

### Pista
- 2019

Campionati polacchi, Americana Junior
Campionati polacchi, Velocità a squadre Junior
Campionati europei, Velocità a squadre Junior (con Nikola Seremak)
Campionati europei, Scratch Junior
- 2020

Campionati europei, Velocità a squadre Junior (con Joanna Błaszczak e Natalia Nieruchalska)
Campionati europei, Omnium Junior
- 2022

Fiorenzuola, Scratch
GP Tufo, Scratch

## Piazzamenti

### Competizioni mondiali
- Campionati del mondo su pista

Francoforte sull'Oder 2019 - Vel. a squadre Junior: 3ª
Francoforte sull'Oder 2019 - Omnium Junior: 6ª
Francoforte sull'Oder 2019 - Americana Junior: 9ª
St. Quentin-en-Yv. 2022 - Scratch: 20ª
- Campionati del mondo su strada

Yorkshire 2019 - In linea Junior: 54ª

### Competizioni europee
- Campionati europei su pista

Gand 2019 - Scratch Junior: vincitrice
Gand 2019 - Velocità a squadre Junior: vincitrice
Gand 2019 - Omnium Junior: 7ª
Gand 2019 - Americana Junior: 6ª
Fiorenzuola d'Arda 2020 - Vel. a sq. Jun.: vincitrice
Fiorenzuola d'Arda 2020 - Scratch Junior: 2ª
Fiorenzuola d'Arda 2020 - Omnium Junior: vincitrice
Fiorenzuola d'Arda 2020 - Americana Junior: 2ª
Apeldoorn 2021 - Scratch Under-23: 6ª
Apeldoorn 2021 - Inseg. a squadre Under-23: 6ª
Apeldoorn 2021 - Omnium Under-23: 9ª
Grenchen 2021 - Inseguimento a squadre: 7ª
Anadia 2022 - Scratch Under-23: 4ª
Anadia 2022 - Inseguimento a squadre Under-23: 5ª
Anadia 2022 - Omnium Under-23: 7ª
Monaco di Baviera 2022 - Scratch: 3ª
Anadia 2023 - Keirin Under-23: 10ª
Anadia 2023 - Velocità a squadre Under-23: 3ª
- Campionati europei su strada

Alkmaar 2019 - In linea Junior: 42ª
Plouay 2020 - In linea Junior: 24ª